# Boaco (stad)
Boaco is een gemeente in Nicaragua en de hoofdstad van het departement Boaco. De stad ligt in het midden van het land, om preciezer te zijn zo'n 88 kilometer ten oosten van Managua. De gemeente telde 60.000 inwoners in 2015, waarvan ongeveer zestig procent in urbaan gebied (área de residencia urbano) woont.

## Toponymie
De naam komt van het woord Boa of Boaj dat tovenaar betekent in het Náhuatl en het achtervoegsel o dat plaats betekent. De naam Boaco betekent dus plaats van de tovenaars.

## Geografie
Boaco ligt in de centrale regio van Nicaragua in een bergachtig gebied. De stad wordt ook wel "La ciudad de dos pisos" (De stad van twee etages) genoemd, vanwege het feit dat het ene deel van de stad boven op de heuvel ligt en het andere deel beneden aan de heuvel.

### Aangrenzende gemeenten
| Aangrenzende gemeenten                       | Aangrenzende gemeenten | Aangrenzende gemeenten | Aangrenzende gemeenten | Aangrenzende gemeenten |
| -------------------------------------------- | ---------------------- | ---------------------- | ---------------------- | ---------------------- |
|                                              |                        | Muy Muy Matiguas       |                        |                        |
|                                              |                        |                        |                        |                        |
| Teustepe San José de los Remates Santa Lucía | Camoapa                |                        |                        |                        |
|                                              |                        |                        |                        |                        |
|                                              |                        | San Lorenzo            |                        | Camoapa                |